# Плезант Хил (Тенеси)
Плезант Хил (енгл. Pleasant Hill) град је у америчкој савезној држави Тенеси.

## Демографија
По попису из 2010. године број становника је 563, што је 19 (3,5%) становника више него 2000. године.
| Група             | 2000.       | 2010.       |
| Белци             | 536 (98,5%) | 548 (97,3%) |
| Афроамериканци    | 2 (0,4%)    | 7 (1,2%)    |
| Азијати           | 1 (0,2%)    | 0 (0,0%)    |
| Хиспаноамериканци | 1 (0,2%)    | 5 (0,9%)    |
| Укупно            | 544         | 563         |